# Farigia mina
Farigia mina är en fjärilsart som beskrevs av Druce 1900. Farigia mina ingår i släktet Farigia och familjen tandspinnare. Inga underarter finns listade i Catalogue of Life.